# روملسهایم
روملسهایم (به آلمانی: Rümmelsheim) یک شهر در آلمان است که در باد کرویتسناخ واقع شده‌است. روملسهایم ۱٬۴۰۹ نفر جمعیت دارد.